# Claude Fichaux
Claude Fichaux, né à Colmar le 24 mars 1969, est un footballeur français, devenu entraîneur.
Il mesure 1,83 m et évoluait au poste de milieu de terrain.
Comme technicien, il est l'adjoint de longue date de l'entraîneur Rudi Garcia, qu'il rejoint en 2009 au LOSC Lille et suit à l'AS Rome, l'Olympique de Marseille et l'Olympique lyonnais.

## Carrière
Il joue son premier match de D1 le 22 juillet 1989 avec le FC Mulhouse (contre Toulouse FC 3-0). Il porte ensuite les maillots de Lille OSC, Le Havre, Saint-Étienne et Le Mans.
En 2002, il signe comme joueur professionnel au Racing Club de Strasbourg (il vient dépanner l'équipe première pour quelques matchs) mais avant tout pour encadrer la réserve et préparer sa reconversion au sein de l'équipe du centre de formation. En 2003- 2004 il est l'entraîneur des 16 ans nationaux, et de 2004 à 2009 celui des 18 ans nationaux du Racing Club de Strasbourg. En 2006, sous sa direction, les jeunes remportent la Coupe Gambardella.
Le 25 juin 2009, il signe au Lille OSC en tant que 2e adjoint de Rudi Garcia, chargé de la liaison entre le groupe pro et le centre de formation. Les deux hommes se sont connus à Saint-Étienne lorsque Garcia était adjoint de Robert Nouzaret et Fichaux, joueur. 
En juin 2013, il suit Rudi Garcia, quittant le LOSC pour l'AS Rome. Il rejoint le club italien en tant qu'entraîneur adjoint de Garcia. 
En octobre 2016, il rejoint Rudi Garcia à  l'Olympique de Marseille en tant qu'entraîneur adjoint. En octobre 2019, il rejoint Rudi Garcia à  l'Olympique lyonnais en tant qu'entraîneur adjoint.

## Statistiques
| Saison      | Club          | Pays   | Championnat | Championnat | Championnat |
| Saison      | Club          | Pays   | Division    | Matchs      | Buts        |
| ----------- | ------------- | ------ | ----------- | ----------- | ----------- |
| 1988 - 1989 | FC Mulhouse   | France | Ligue 2     | 32          | 2           |
| 1989 - 1990 | FC Mulhouse   | France | Ligue 1     | 34          | 0           |
| 1990 - 1991 | Lille OSC     | France | Ligue 1     | 31          | 0           |
| 1991 - 1992 | Lille OSC     | France | Ligue 1     | 23          | 0           |
| 1992 - 1993 | Lille OSC     | France | Ligue 1     | 24          | 1           |
| 1993 - 1994 | Lille OSC     | France | Ligue 1     | 27          | 0           |
| 1994 - 1995 | Le Havre      | France | Ligue 1     | 31          | 0           |
| 1995 - 1996 | Le Havre      | France | Ligue 1     | 17          | 0           |
| 1996 - 1997 | Saint-Étienne | France | Ligue 2     | 36          | 0           |
| 1997 - 1998 | Saint-Étienne | France | Ligue 2     | 28          | 2           |
| 1998 - 1999 | Saint-Étienne | France | Ligue 2     | 30          | 0           |
| 1999 - 2000 | Le Mans       | France | Ligue 2     | 26          | 1           |
| 2000 - 2001 | Le Mans       | France | Ligue 2     | 26          | 0           |
| 2001 - 2002 | Le Mans       | France | Ligue 2     | 31          | 0           |
| 2002 - 2003 | Strasbourg    | France | Ligue 1     | 2           | 0           |